# Kazuhiro Kawata
Kazuhiro Kawata (川田 和宏 Kawata Kazuhiro?), född 11 juni 1982 i Fukuoka prefektur, är en japansk fotbollsspelare.
Kawata började sin karriär 2005 i Oita Trinita. 2007 flyttade han till Gainare Tottori. Efter Gainare Tottori spelade han för Matsumoto Yamaga FC, FC Ganju Iwate, Akita FC Cambiare och Blaublitz Akita. Han avslutade karriären 2016.